# Station Mennetou-sur-Cher
Station Mennetou-sur-Cher is een spoorwegstation in de Franse gemeente Mennetou-sur-Cher.